# برونو روكي دي سوزا
برونو روكي دي سوزا (مواليد 15 فبراير 1989)، هو لاعب كرة قدم سابق كان يلعب كلاعب وسط.

## وصلات خارجية
- برونو روكي دي سوزا على موقع قاعدة بيانات كرة القدم.إي يو (الإنجليزية)